# ポリカプ・クッシュ
ポリカプ・クッシュ（Polykarp Kusch、1911年1月26日 - 1993年3月20日）はアメリカ合衆国の物理学者。1955年に電子の磁気モーメントに関する研究の功績でノーベル物理学賞を受賞した。

## 生涯
ドイツのブランケンブルクに生まれ、1912年に家族とともにアメリカに移住した。ケース工科大学、イリノイ大学で学んだ。マイクロ波の技術を用いて、ナトリウム、ガリウム、インジウムの磁気共鳴法の実験を行い、電子の磁気能率の直接的な精密測定を行った。電子と原子核はスピンを持つので、磁気能率をもち電子のスペクトルは微細構造をもつことになり、微細構造が量子力学の理論から計算される値と一致するかどうかは量子力学の理論の正しさを検証するのに重要な役割をもった。1944年にはベル研究所の研究員、1949年からコロンビア大学の教授となり、1955年ラムとノーベル物理賞を受賞した。
1972年からテキサス大学ダラス校の教授をつとめ、1982より同大学名誉教授となった。